# Coquitlam Challenger
Il Coquitlam Challenger è stato un torneo professionistico di tennis giocato su campi in cemento. Faceva parte dell'ATP Challenger Series. Si giocava annualmente a Coquitlam in Canada.

## Albo d'oro

### Singolare
| Anno | Campione         | Finalista       | Punteggio     |
| ---- | ---------------- | --------------- | ------------- |
| 1989 | Ville Jansson    | Chris Pridham   | 6–4, 6–2      |
| 1988 | Jonathan Stark   | Andrew Sznajder | 6–1, 6–2      |
| 1987 | Stephane Bonneau | Doug Burke      | 6–1, 0–6, 6–4 |

### Doppio
| Anno | Campioni                       | Finalisti                  | Punteggio     |
| ---- | ------------------------------ | -------------------------- | ------------- |
| 1989 | Patrick Galbraith Brian Garrow | Ned Caswell Chris Garner   | 4–6, 6–4, 6–4 |
| 1988 | Joe De Foor Bruce Man Son Hing | Julian Barham Peter Wright | 7–6, 7–6      |
| 1987 | Grant Connell Glenn Michibata  | Juan Ríos Roger Smith      | 7–6, 5–7, 6–4 |